# 国立応用科学院
国立応用科学院（フランス語: Institut National des Sciences Appliquées、略称: INSA）は、フランスの工学系グランゼコールのひとつ。リヨン、レンヌ、ルーアン、ストラスブール、トゥールーズにキャンパスを設置している。